# 斜瓣翻唇兰
斜瓣翻唇兰（学名：Hetaeria obliqua）为兰科翻唇兰属下的一个种。

## 扩展阅读
- 維基物種上的相關：斜瓣翻唇兰